# Deltote nivata
Deltote nivata is een vlinder uit de familie van de uilen (Noctuidae). De wetenschappelijke naam van deze soort is voor het eerst voorgesteld als Erastria nivata door John Henry Leech in een publicatie uit 1900.
De soort komt voor in China (Hubei).